# マイケル・ベネット (プロレスラー)
マイケル・ベネット（Michael Bennett、1985年5月16日 - ）は、アメリカ合衆国の男性プロレスラー。マサチューセッツ州サウスボストン出身。AEW所属。
妻は、女子プロレスラーのマリア・ケネリス。

## 来歴

### キャリア初期
2002年、プロレスラーデビューを果たす。
2007年1月5日、ブライス・アンドリュースとのタッグチーム、ザ・メトロ・メン（The Metro Men）を結成。チャンキー・バット・ファンキー（スコット・アシュワース & ソニー・グッドスピード）が保持するTRPタッグチーム王座に挑戦。勝利。ベルトを奪取する。

### ROH & 新日本プロレス
2008年1月11日、ROHに初登場。レット・タイタスと対戦。勝利。
2014年5月17日、ROHと新日本プロレスの合同興行であるWAR OF THE WORLDSにて棚橋弘至と対戦。最後にハイフライフローを決められ敗戦。7月、アダム・コール、マット・ハーディー、マット・ターバン、マリア・ケネリスといったメンバーでキングダム（The Kingdom）なるユニットを結成。8月10日、新日本プロレスのG1 CLIMAX 24にてアダム・コールと組み、セコンドにマリアを従えて出場。獣神サンダー・ライガー & キャプテン・ニュージャパンと対戦。最後に自身がパイルドライバーでキャプテン・ニュージャパンに決めて勝利。10月10日、交際関係にあったマリアと結婚。11月22日、新日本プロレスのWORLD TAG LEAGUEにマット・ターバンとのタッグでエントリー。4勝3敗の戦績で予選落ちとなる。
2015年3月1日、ROHのWinner Takes Allにてジ・アディクション（クリストファー・ダニエルズ & フランキー・カザリアン）、カール・アンダーソンと3wayマッチで対戦。最後にアンダーソンをフォールして勝利。12月18日、Final Battleにてウォー・マシーン（ハンソン & レイモンド・ロウ）と対戦。敗戦して王座陥落となった。また、この試合を最後にマリアと共にROHから退団。12月29日、マリアと共にTNAと契約を交わたことを発表。ミラクル（The Miracle）なるプロモーションを展開。

### TNA
2016年1月5日、Impact Wrestlingにて登場。

### WWE
2017年4月18日、WWEにマリアと共に契約を交わし入団。6月18日、Money in the Bank 2017にてマリアと共に登場を果たす。マイク・ケネリス（Mike Kanellis）を名乗り、マリアはWWEに戻ってくるまでに最高のパートナーを見つけたと宣言。接吻を交わした。7月11日、SmackDown Liveにてバックステージでサミ・ゼインに一方的に謝罪を要求し、マリアが花瓶でゼインに殴り因縁をつける。同月18日、サミ・ゼインとの対戦でデビュー戦を行う。終盤にゼインにエクスプロイダーを喰らい窮地に陥るがセコンドのマリアのアシストを受け、最後にサモアンドライバーを決めて勝利した。

## 得意技

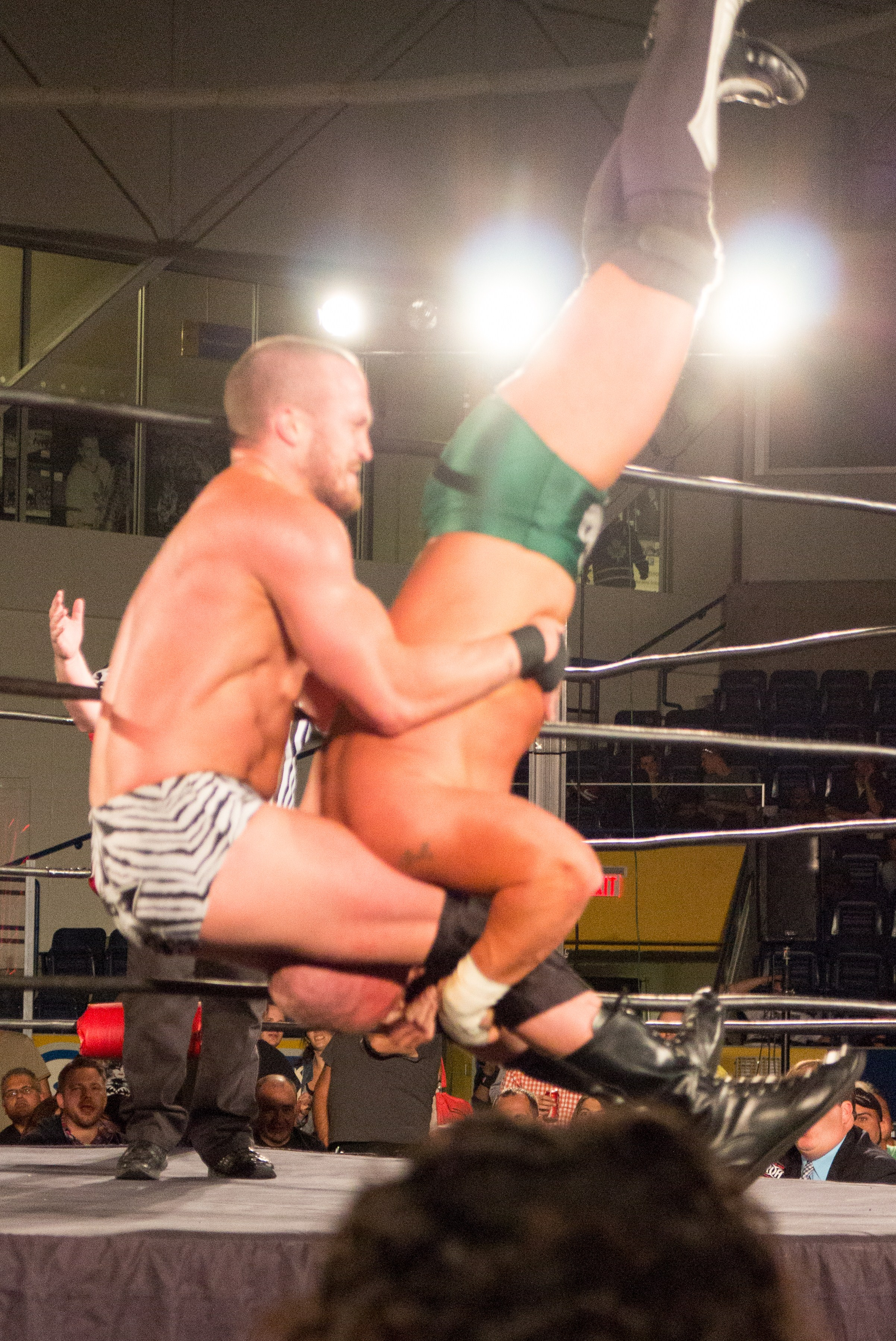
パイルドライバー

パワー・オブ・ラブ
現在のフィニッシャー。サモアン・ドライバー。
相手をファイヤーマンズキャリーの要領で両肩に担ぎ上げて上半身を左方向に軽く捻って体を元に戻す勢いで相手の体を右方向に90度水平旋回させて相手の下半身を右手で押し上げて尻餅をつき、上下逆さまの状態で落下させた相手の体を自身の両足の間へ叩きつける。
TNA時代はミラクル・イン・プログレスの名称で使用。
ミラクル・メーカー
ジャーマン・スープレックスの体勢で相手の腰に手を回し、左手で掴み取った相手の右腕を引っ張った勢いで体を向き合わせ、自身の方向へと引っ張り相手の顔面にパンチを打ち抜く技。
ランニング・カッター
自身が助走し相手に向いランニング・カッターを決める技。カウンターで決めるバリエーションもある。
パイルドライバー
インディー団体活動時のフィニッシャー。
前屈みになった相手の頭を自身の股の間に正面から挟み込み、相手の胴体を両手で抱え込み、腕を相手の、へそのあたりでクラッチして相手の体を垂直に持ち上げながら尻餅をつき、相手の頭部を打ちつけるのが基本形である。重機の杭打ち機（パイルドライバー）で杭を打つようにして技をかけることから、この名がつけられた。
ゴー・バック・トゥー・ジャパン
天山広吉が使用するアナコンダバイスと同型技。
ボックス・オフィス・スマッシュ
ロック・ボトムの体勢から相手の体を持ち上げ、自らは尻餅をつくようにしながら相手をマットに叩きつける。マット・ハーディーが使用するサイド・エフェクトと同型技。
ケビン・スティーンと抗争を繰り広げた時は、断崖式で繰り出したこともある。
フォト・フィニッシュ
ファイヤーマンズキャリーで抱え上げた相手の脚を振り切って、ダイヤモンド・カッターを繰り出す。
スーパーキック
スパイン・バスター
ローリング・カッター
相手をリバースDDTの体勢から体を180°錐揉み回転した勢いでマットに叩きつけるカッター。
ヘルメリー
マット・ターバンとの合体技。ベネットがパイルドライバーの体勢で相手を持ち上げ、ターバンがトップロープから飛びついて決める高角度のハイジャック・パイルドライバー。
同タッグとしてはフィニッシュ・ホールドとして用いられている。

## タイトル歴

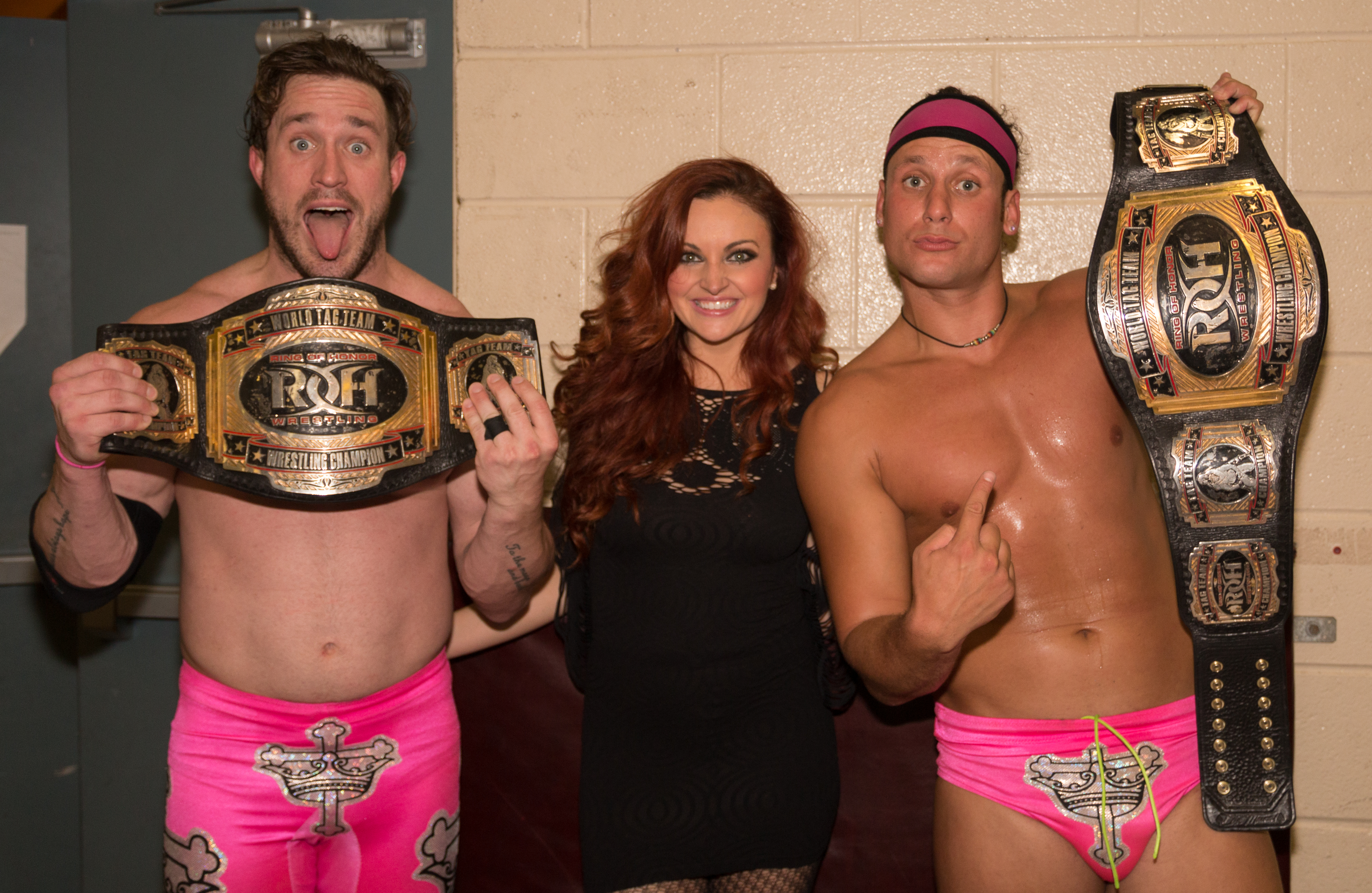
ROH世界タッグ王座

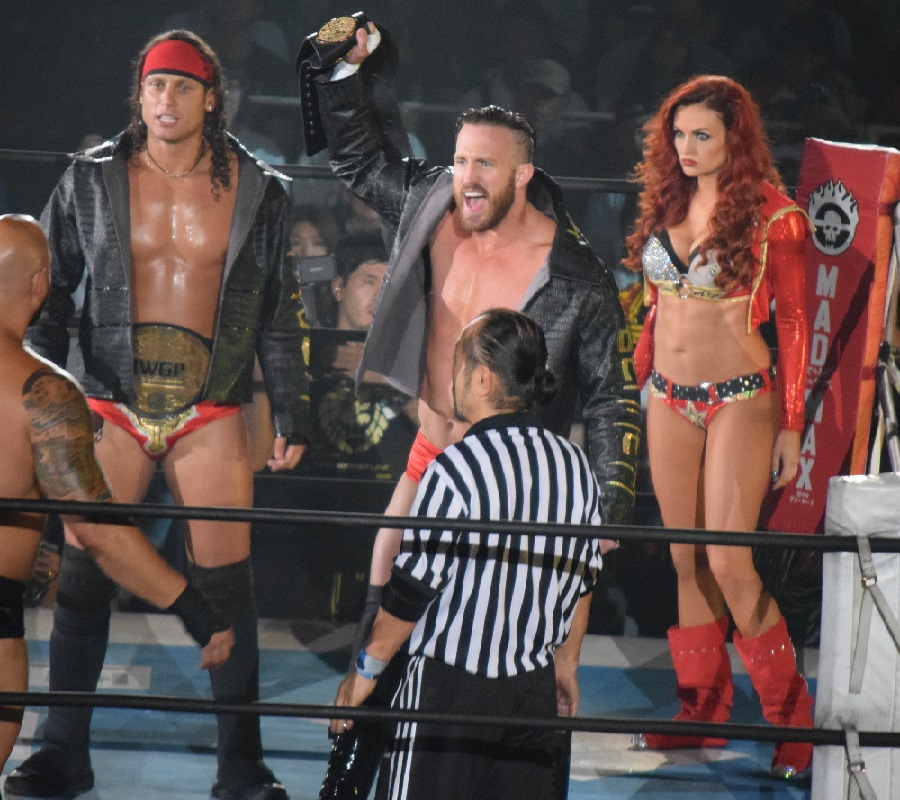
IWGPタッグ王座

WWE
- 24/7王座 : 2回

NPG（ネオ・レボリューション・グラップリング）
- NPGヘビー級王座 : 1回

ROH
- ROH世界タッグ王座 : 3回（第43、61、68代） （w / マット・ターバン）

新日本プロレス
- IWGPタッグ王座 : 1回（第67代） （w / マット・ターバン）

NEWA（ニュー・イングランド・レスリング・アライアンス）
- NEWAヘビー級王座 : 1回

TRP（トップ・ロープ・プロモーションズ）
- TRPヘビー級王座 : 1回
- TRPタッグチーム王座 : 1回（w / ブライス・アンドリュース）

## 入場曲
- Poem
- S.U.M
- Someting for You / Suffer Unto Me[11]
- Fire Guitar
- The Miracle
- True Love -現在使用中